# 英国邮政 (快递公司)

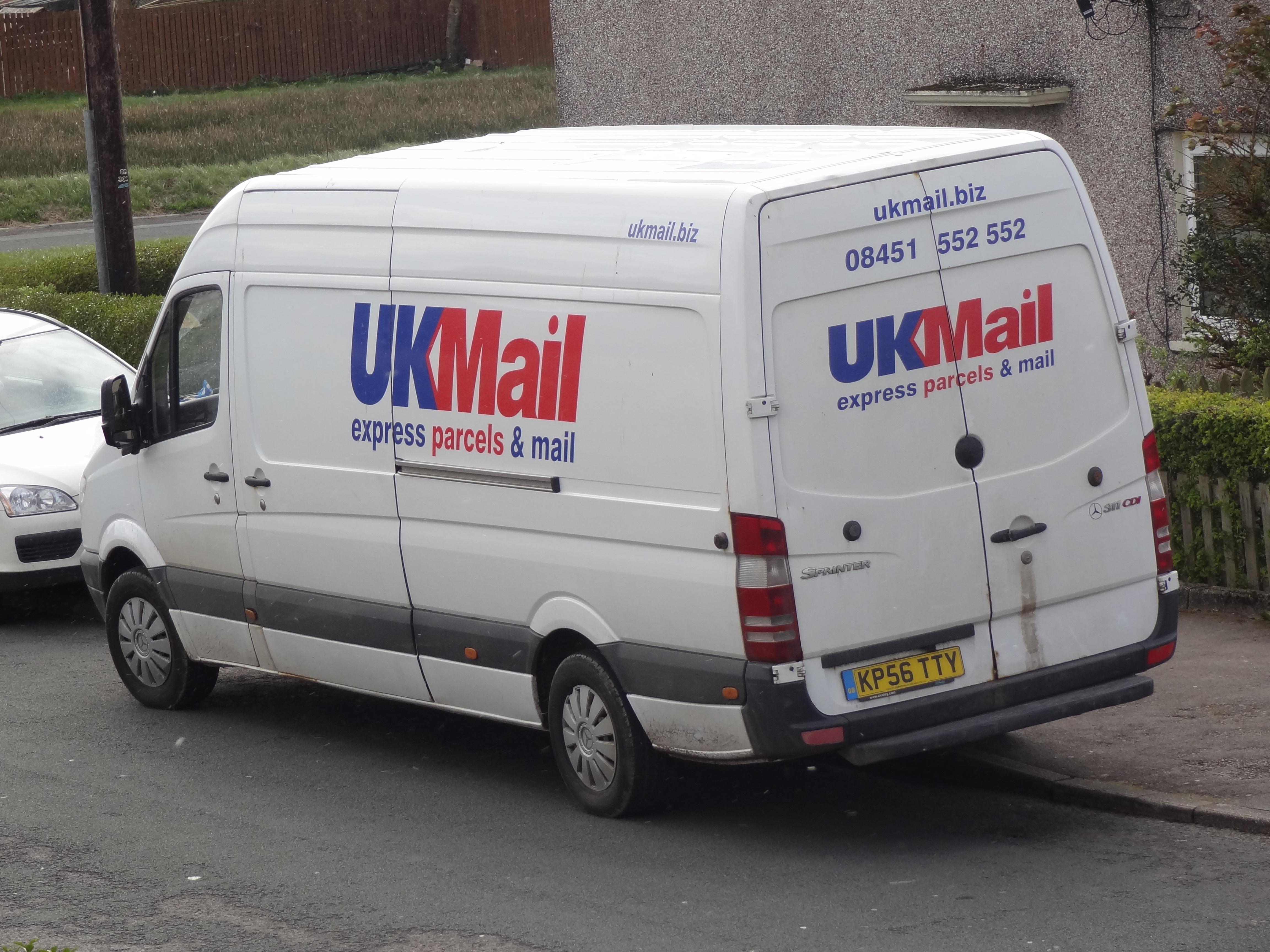
英国邮政邮车

英国邮政（UK Mail）原為英国的一家邮政公司，与皇家邮政（Royal Mail）竞争。2016年被德國郵政收購後，公司改名為DHL包裹英國有限公司，但仍以「英國郵政」作為服務名稱。

## 历史
自从2006年新年邮政服务放松管制时开始运行。英国邮政的网络中，最后一环节的递送是交给皇家邮政的分检处（sorting office）完成的。
2016年9月28日德國郵政以2.427億英鎊（約24.5億港元）收購英國郵政。